# Médica Uruguaya
Médica Uruguaya es una corporación de asistencia médica de Uruguay, la cual brinda sus servicios a través del mutualismo. Esta se encuentra ubicado en Avenida 8 de Octubre 2492 en el barrio de Tres Cruces, Montevideo. 

## Historia

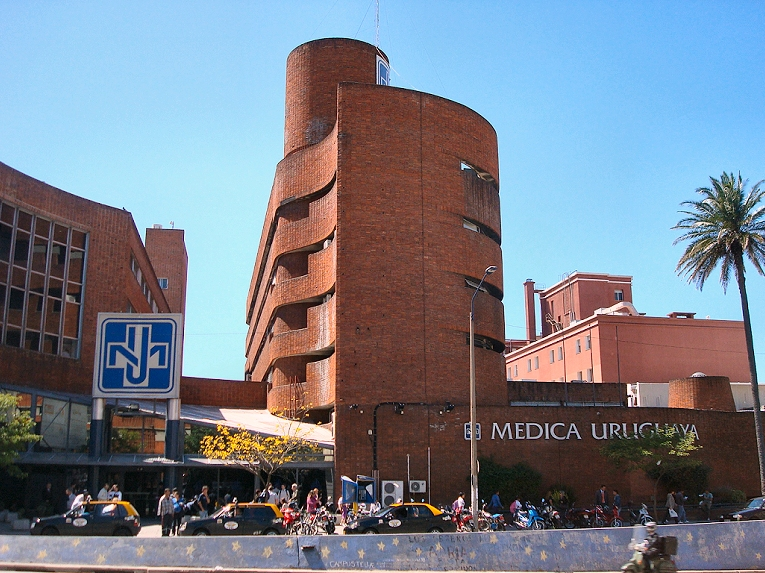
Sanatorio de Médica Uruguaya, obra de los arquitectos Walter Chappe y Adolfo Pozzi.

La historia de Médica Uruguaya se remonta a mucho tiempo atrás, a las ya existentes instituciones médicas,  la Institución Fraternal Americana, la Institución Humanitaria y la Unión Médica, las cuales alrededor de los años treinta serían adquiridas por Francisco Golino. Dichas instituciones serían fusionadas y en 1934 adoptaría la denominación de Médica Uruguaya.  
Hacia el año 1939, quien hubiera sido su principal director y fundador, Francisco Golino decide vender la Institución Médica Uruguaya al Doctor Francisco Paternó, quien otorga la gestión de dicha institución tiempo después hacia su personal médico y no médico, dando origen a una corporación médica que comenzaría a gestarse con el tiempo. 
Dicha corporación continuará con  sus servicios cuando el Dr. Francisco Paternó se hace cargó de la institución  con el cometido de retomar los servicios asistenciales de los afiliados que ya poseía la Institución de Francisco Golino.
Finalmente, la conformación de la Corporación médica y asistencial finalizaría cuando sus estatutos  fuesen aprobados por el Consejo Nacional de Gobierno el 2 de febrero de 1965, para establecerse como Médica Uruguaya Corporación de Asistencia Médica.
En sus inicios, su principal sanatorio se encontraba en pleno Centro de Montevideo sobre las calles Río Branco y Soriano. Posteriormente, adquiría una antigua quinta  propiedad del Liceo Francés y otras construcciones aledañas en el barrio de Tres Cruces para construir su sanatorio central.

## Complejo
En los años sesenta comienzan las obras de construcción de su sanatorio central, el cual es inaugurado en 1976. El mismo estuvo diseñado y proyectado por los arquitectos  Walter Chappe y Adolfo Pozzi, y se ubicó sobre la avenida 8 de octubre. La estructura data de cinco niveles, los cuales a comienzos del siglo XXI  fueron anexados a un antiguo sanatorio con acceso sobre Avenida Italia. 

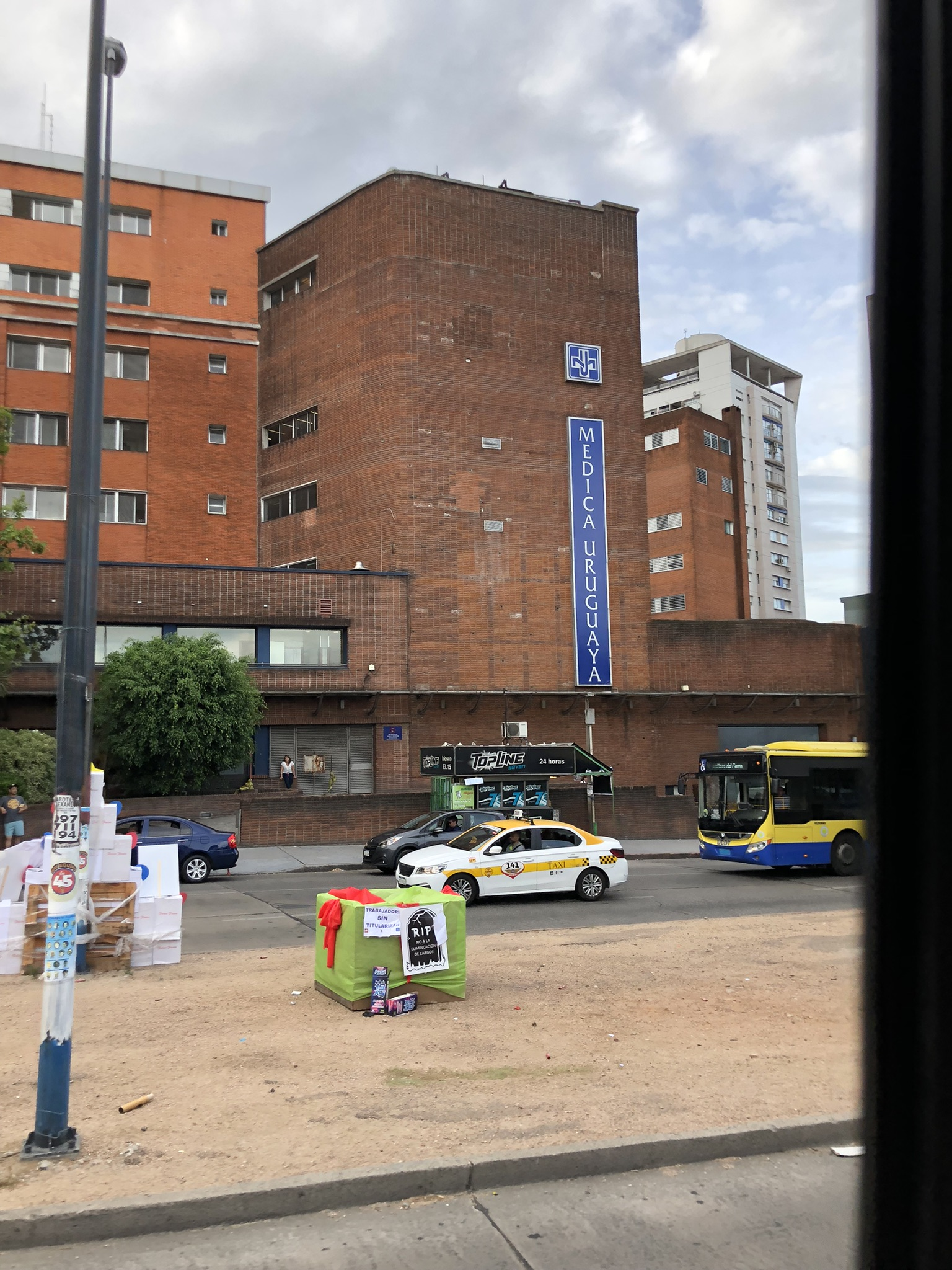
Sanatorio España, sobre Avenida Italia

En el año 2000 se adquirió el edificio de la ex mutualista Cima - España, sobre avenida Italia y anexado a su sanatorio central. El edificio estaría sometido a ciertas reformas y ampliaciones, instalando allí, en sus primeros niveles los sectores de emergencia y pediatría.  
La cercanía de su sanatorio con la terminal de Tres Cruces, la convirtió en un punto estratégico, para la captación de socios del interior del país.

## Policlínicos

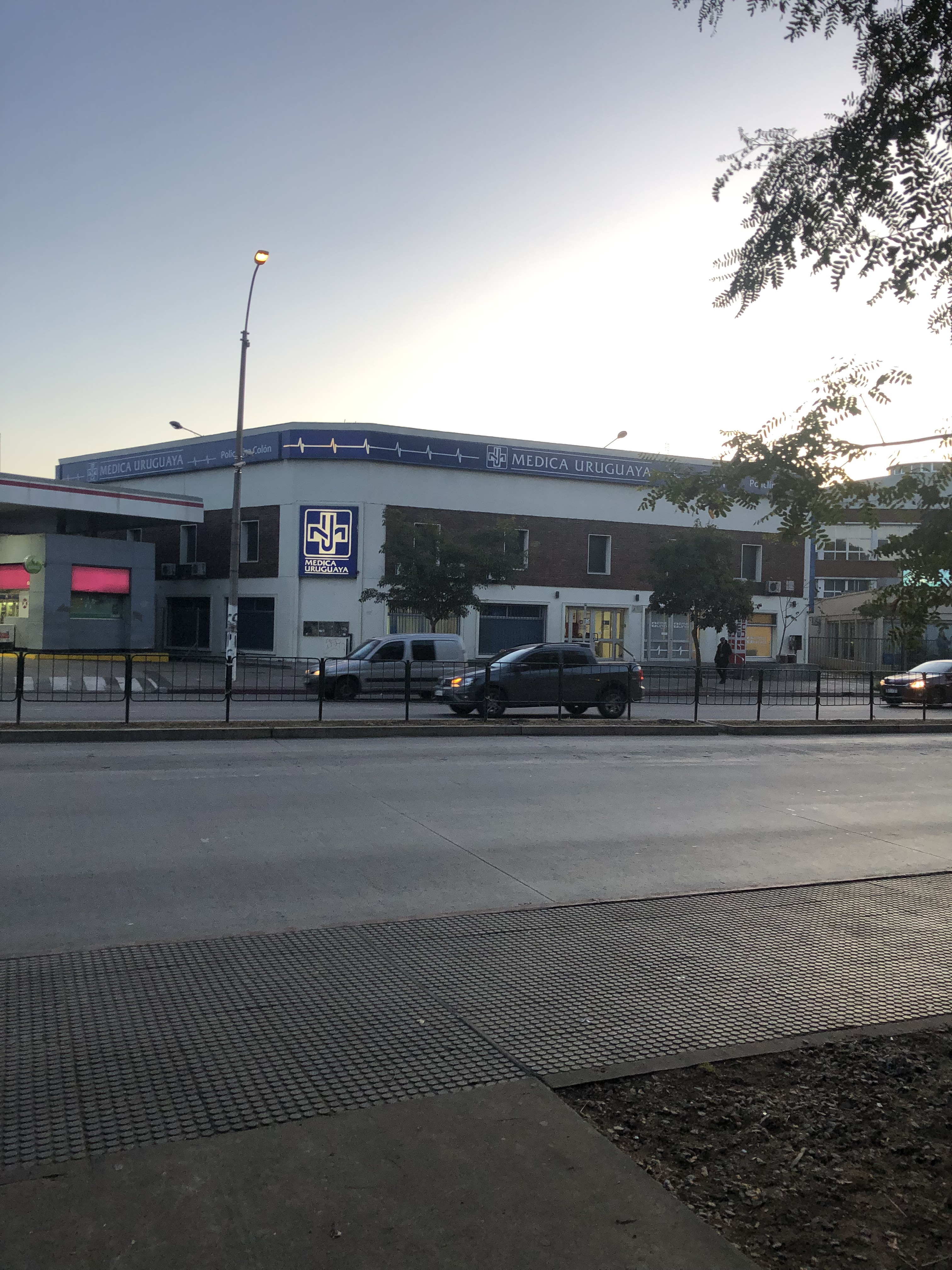
Policlínico en Colón

Cuenta con varias sucursales en Montevideo y Canelones.
| - Sucursal Colón - Sucursal Cerrito - Sucursal Malvín - Sucursal Paso Cerro - Sucursal Piedras Blancas | - Sucursal Las Piedras - Sucursal Solymar - Sucursal Pinar - Sucursal Shangrila - Sucursal Líber Seregni - Sucursal Paso Carrasco |